# Tipula schulteni
Tipula schulteni är en tvåvingeart som beskrevs av Theowald 1983. Tipula schulteni ingår i släktet Tipula, och familjen storharkrankar. Inga underarter finns listade i Catalogue of Life.